# José María Pozuelo Yvancos
José María Pozuelo Yvancos (1952) es un teórico y crítico literario español, catedrático de Teoría de la Literatura y Literatura comparada en la Universidad de Murcia desde 1983. Además de sus artículos y monografías especializadas (entre las que se incluyen Poética de la ficción, Teoría del canon y literatura española  o De la Autobiografía. Teoría y estilos), José María Pozuelo colabora en el suplemento cultural del periódico ABC con reseñas de obras de literatura española actual.

## Obra
- El lenguaje poético de la lírica amorosa de Quevedo. Universidad de Murcia, 1979.
- La Lengua Literaria. Málaga, Editorial Ágora, 1983.
- Poesía española del siglo XVII. Antología. Madrid, Taurus, 1984.
- Del Formalismo a la Neorretórica. Madrid, Taurus, 1988.
- Teoría del lenguaje literario. Madrid, Cátedra, 1989.
- Francisco de Quevedo. Antología poética. Barcelona, Ediciones B, 1989.
- Poética de la ficción. Madrid, Editorial Síntesis, 1993.
- El canon en la teoría literaria contemporánea. Valencia, Ediciones Episteme, 1995.
- Teoría del canon y literatura española (en colaboración con Rosa M.ª Aradra Sánchez), Madrid, Cátedra, 2000.
- Ventanas de la ficción. Narrativa hispánica siglos XX y XXI. Barcelona, Península, 2004.
- Narrativa y Posmodernidad. Cuenca, Cuadernos de Mangana, 2005.
- De la Autobiografía. Teoría y estilos. Barcelona, Editorial Crítica, 2005.
- Desafíos de la teoría.Literatura y géneros. Mérida (Venezuela) El otro & el mismo,2007
- Poéticas de poetas. Teoría, crítica y poesía. Madrid, Biblioteca Nueva, 2009
- 100 narradores españoles de hoy. Palencia, Menoscuarto ediciones, 2010
- Figuraciones del yo en la narrativa. Javier Marias y E. Vila-Matas. Valladolid-Nueva York (CUNY), Cátedra Delibes, 2010
- Las ideas literarias. Barcelona, Crítica, 2011
- La invención literaria. Garcilaso, Góngora, Cervantes, Quevedo y Gracián. Publicaciones de la Universidad de Salamanca, 2014
- Novela española del siglo XXI. Madrid, Cátedra, 2017
- Pensamiento y crítica literaria en el siglo XX. Madrid, Cátedra, 2019
- Ensayos de historiografía literaria. Barcelona, Gredos, 2022
- Literatura y memoria. Narrativa de la guerra civil. EDITUM 2022